# Reduktion (Elliptische Kurve)
In der Mathematik sind „gute“, „semistabile“ und „instabile“ Reduktion elliptischer Kurven vor allem in der arithmetischen Geometrie von Bedeutung. In der Elliptische-Kurven-Kryptographie dürfen nur elliptische Kurven guter Reduktion verwendet werden, weil andernfalls der diskrete Logarithmus leicht zu berechnen und damit das Verschlüsselungssystem leicht zu knacken ist.
Sei {\displaystyle E} eine elliptische Kurve über {\displaystyle \mathbb {Q} } mit minimalem Modell
{\displaystyle f(x,y)=y^{2}+a_{1}xy+a_{3}y-x^{3}-a_{2}x^{2}-a_{4}x-a_{6}=0}.
Für eine Primzahl {\displaystyle p} sei {\displaystyle E(F_{p})} die Reduktion modulo {\displaystyle p}.
Man sagt, dass {\displaystyle E} gute Reduktion in {\displaystyle p} hat, wenn {\displaystyle E(F_{p})} eine elliptische Kurve ist, also keine Singularitäten hat. Es gibt nur endlich viele Primzahlen, in denen eine gegebene elliptische Kurve schlechte Reduktion hat.
Im Fall schlechter Reduktion unterscheidet man nach dem Typ der Singularitäten. Sei {\displaystyle P=(x_{0},y_{0})} eine Singularität mit {\displaystyle {\frac {\partial f}{\partial x}}(P)={\frac {\partial f}{\partial y}}(P)=0}. Dann haben wir eine Taylor-Entwicklung
{\displaystyle f(x,y)-f(x_{0},y_{0})=\lambda _{1}(x-x_{0})2+\lambda _{2}(x-x_{0})(y-y_{0})+\lambda _{3}(y-y_{0})^{2}-(x-x_{0})^{3}}
{\displaystyle =(y-y_{0}-\alpha (x-x_{0}))(y-y_{0}-\beta (x-x_{0}))-(x-x_{0})^{3}}
mit {\displaystyle \lambda _{i}\in F_{p},\alpha ,\beta \in {\overline {F_{p}}}}. Wenn {\displaystyle \alpha \not =\beta }, dann ist die Singularität ein Doppelpunkt und man sagt, dass {\displaystyle E} in {\displaystyle p} semistabile Reduktion hat. Diese heißt spaltend, wenn {\displaystyle \alpha ,\beta \in F_{p}} sind. Wenn {\displaystyle \alpha =\beta }, dann ist die Singularität eine Spitze und man sagt, dass {\displaystyle E} in {\displaystyle p} instabile Reduktion hat.
Satz über semistabile Reduktion: Sei {\displaystyle E} eine elliptische Kurve über {\displaystyle \mathbb {Q} } und {\displaystyle p} eine Primzahl. Dann gibt es eine endliche Körpererweiterung {\displaystyle K/\mathbb {Q} } und eine Fortsetzung der p-adischen Bewertung auf {\displaystyle K}, so dass {\displaystyle E(K)} modulo dieser Bewertung gute oder semistabile Reduktion hat.